# Albert Mahieu
Albert Mahieu (Bruselas, 16 de agosto de 1942 - 17 de enero de 2011) fue un diputado belga conocido por ser un militante anti-pedofilia.

## Biografía
Ganó la diputación en 1999 en el Parlamento Regional con el partido Vivant.
Debido a un cáncer prefirió la eutanasia como forma de muerte. Falleció en 2011.
El 20 de abril de 2012, sobre su página Facebook, el diputado Laurent Louis indica que Albert Mahieu le ha dado el dossier del caso Marc Dutroux antes de su muerte, pidiéndole de seguir denunciando la pedofilia en Bélgica.